# Adolf Fleischmann
Adolf Richard Fleischmann (Esslingen sul Neckar, 18 marzo 1892 – Stoccarda, 28 gennaio 1968) è stato un pittore tedesco.

## Biografia
Studiò all'Accademia Statale di Belle Arti di Stoccarda. Tra il 1938 e la fine della seconda guerra mondiale visse in Francia, dove prese parte alla Resistenza francese. Nel dopoguerra, dopo un breve soggiorno a New York, si stabilì definitivamente a Stoccarda.
Tra i maggiori esponenti dell'astrattismo tedesco degli anni '30 e '40, che risentiva in lui di contaminazioni con il tardo impressionismo, con  il cubismo e con l'espressionismo, negli anni '50 si avvicinò al costruttivismo.